# Raspailia compressa
Raspailia compressa är en svampdjursart som beskrevs av Patricia R. Bergquist 1970. Raspailia compressa ingår i släktet Raspailia och familjen Raspailiidae.
Artens utbredningsområde är havet kring Nya Zeeland. Inga underarter finns listade i Catalogue of Life.